# Hradisko
Hradisko és un poble i municipi d'Eslovàquia. Es troba a la regió de Prešov, al nord del país. La primera referència escrita de la vila data del 1264.

## Demografia
| Godina             | 1994 | 2004    | 2014   | 2024   |
| ------------------ | ---- | ------- | ------ | ------ |
| Nombre de persones | 113  | 101     | 99     | 98     |
| Diferència         |      | −10,61% | −1,98% | −1,01% |

| Godina             | 2023 | 2024 |
| ------------------ | ---- | ---- |
| Nombre de persones | 98   | 98   |
| Diferència         |      | +0%  |